# Mnesipenthe obliquisignata
Mnesipenthe obliquisignata är en fjärilsart som beskrevs av W. Warren 1895. Mnesipenthe obliquisignata ingår i släktet Mnesipenthe och familjen mätare. Inga underarter finns listade i Catalogue of Life.